# Pont de Xerallo
El Pont de Xerallo és un pont del terme municipal de Sarroca de Bellera, en territori del poble de Xerallo, damunt del riu Bòssia.
Fou construït perquè la carretera L-521 passés per damunt del riu Bòssia, i està situat en el punt quilomètric 2,4 d'aquesta carretera, entre Sarroca de Bellera i Xerallo.